# Valmir Berisha
Valmir Berisha (Deçan, 6 juni 1996) is een Zweeds voetballer van Kosovaars-Albanese afkomst die bij voorkeur als centrumspits speelt. 

## Clubcarrière
Berisha begon bij Halmstads BK en werd in 2013 gecontracteerd door AS Roma. In het seizoen 2014/15 was hij verhuurd aan Panathinaikos waarvoor hij eenmaal in actie kwam in het eerste team. Hij tekende in juli 2015 een contract tot medio 2016 bij SC Cambuur, dat hem overnam van AS Roma. In zijn verbintenis werd een optie voor nog een seizoen opgenomen. Op 11 april 2016 werd zijn contract bij Cambuur ontbonden.
Begin 2017 sloot hij aan bij het Noorse Aalesunds FK waarmee hij eind 2017 uit de Eliteserien degradeerde. In april 2018 werd hij tot 19 juli 2018 verhuurd aan Fjölnir Reykjavík uit IJsland. In februari 2019 ging hij naar het Bosnische FK Velež.

## Interlandcarrière
Berisha was Zweeds jeugdinternational. Op het wereldkampioenschap voetbal onder 17 - 2013 kreeg hij de gouden schoen voor meest waardevolle speler uitgereikt. Op dat toernooi werd Zweden derde en werd Berisha met zeven doelpunten topscorer. In 2016 nam hij met Zweden deel aan de Olympische Zomerspelen.

## Clubstatistieken
| Seizoen         | Club            |                      | Competitie      | Competitie | Competitie | Beker | Beker | Internationaal | Internationaal | Overig1 | Overig1 | Totaal | Totaal |
| Seizoen         | Club            | Wed.                 | Competitie      | Dlp.       | Wed.       | Dlp.  | Wed.  | Dlp.           | Wed.           | Dlp.    | Wed.    | Dlp.   |        |
| --------------- | --------------- | -------------------- | --------------- | ---------- | ---------- | ----- | ----- | -------------- | -------------- | ------- | ------- | ------ | ------ |
| 2014/15         | AS Roma         | Vlag van Italië      | Serie A         | 0          | 0          | 0     | 0     | 0              | 0              | 0       | 0       | 0      | 0      |
| Club totaal     | Club totaal     | Club totaal          | Club totaal     | 0          | 0          | 0     | 0     | 0              | 0              | 0       | 0       | 0      | 0      |
| 2014/15         | → Panathinaikos | Vlag van Griekenland | Super League    | 1          | 0          | 0     | 0     | 0              | 0              | 0       | 0       | 1      | 0      |
| Club totaal     | Club totaal     | Club totaal          | Club totaal     | 1          | 0          | 0     | 0     | 0              | 0              | 0       | 0       | 1      | 0      |
| 2015/16         | SC Cambuur      | Vlag van Nederland   | Eredivisie      | 6          | 0          | 1     | 0     | 0              | 0              | 0       | 0       | 7      | 0      |
| Club totaal     | Club totaal     | Club totaal          | Club totaal     | 6          | 0          | 1     | 0     | 0              | 0              | 0       | 0       | 7      | 0      |
| Carrière totaal | Carrière totaal | Carrière totaal      | Carrière totaal | 7          | 0          | 1     | 0     | 0              | 0              | 0       | 0       | 8      | 0      |